# Červený Kláštor
Červený Kláštor ist eine Gemeinde im Okres Kežmarok in der Slowakei.

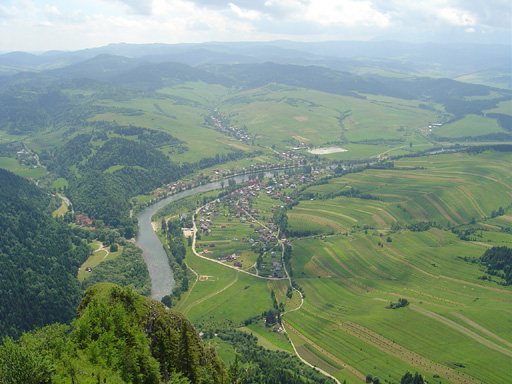
Blick auf den Ort vom Dreikronenberg aus gesehen

Sie liegt 8 Kilometer östlich der Stadt Spišská Stará Ves am Rande des Nationalparkes Pieninen an der Einmündung des Flüsschens Lipník in den Dunajec in einer Meereshöhe zwischen 500 und 731 Metern.
Der Dunajec bildet die Grenze zu Polen, gegenüber am nördlichen Ufer liegt der zur Gemeinde Czorsztyn gehörige Ort Sromowce Niżne, der vom 981,9 m hohen Gipfel der Trzy Korony (deutsch Dreikronenberg) überragt wird.

## Geschichte
Der Ort Červený Kláštor geht auf eine 1344 erstmals als Uyvagas erwähnte Raststätte am Handelsweg von der Theiß zur Weichsel zurück, die sich im St. Antons-Tal am Kloster befand. Im 16. Jahrhundert entstand am rechten Ufer des Dunajec die Ansiedlung Majer(e) (deutsch Alte Meierei, Oberschwaben), die im 18. Jahrhundert, als der Kamaldulenserorden deutschen Landarbeitern, die zur Bewirtschaftung der Klostergüter benötigt wurden, Land zur Ansiedlung überließ, deutlich vergrößert wurde und die neue Siedlung den Namen Unterschwaben (früher auch Unter-/Sublechnitz, slowakisch seit 1920 Nižné Šváby, ungarisch Alsólehnic/Sublehnic) erhielt.
Im Lipníktal oberhalb des Klosters entstand nach der Entdeckung einer schwefelhaltigen Glauberquelle 1820 das Kurbad Smerdžonka (deutsch Bad Kronenberg, slowakischer Name geht auf die stinkenden Quellen zurück), das nach 1900 überregionale Bedeutung erlangte. Nach dem Ersten Weltkrieg ruhte der Kurbetrieb, da die Quelle im Krieg zugeschüttet worden war und erst 1928 wieder freilegt wurde.
Im Jahre 1948 wurde aus den Orten Nižné Šváby (deutsch Unterschwaben), Smerdžonka (deutsch Bad Kronenberg) und dem Kloster Červený Kláštor (deutsch Rotes Kloster) die Gemeinde Červený Kláštor gebildet.
Von 1968 bis 1989 befand sich dort ein internationales Pionierlager.
Der Kurort Smerdžonka trägt heute die Bezeichnung Červený Kláštor-kúpele.

## Bevölkerung
| Jahr:                | 1994. | 2004.  | 2014.   | 2024.   |
| -------------------- | ----- | ------ | ------- | ------- |
| Anzahl der Personen: | 240   | 222    | 234     | 220     |
| Unterschied:         |       | -7,5 % | +5,40 % | -5,98 % |

| Jahr:                | 2023. | 2024.   |
| -------------------- | ----- | ------- |
| Anzahl der Personen: | 218   | 220     |
| Unterschied:         |       | +0,91 % |

## Sehenswürdigkeiten
Bedeutendstes Baudenkmal ist das Kloster Červený Kláštor (Rotes Kloster).
Der Ort ist Ausgangspunkt für Wanderungen in die Pieninen, nach dem für seine Volksbauweise bekannten Dorf Lesnica oder für Wasserwanderungen und Floßfahrten auf dem Dunajec. Am Campingplatz am Dunajec besteht eine Flussbadestelle. Für Wintersportler wird ein Skilift betrieben. Im Dorf befindet sich die Verwaltung des slowakischen Pieninen-Nationalparks.